# Univerzitet u Pekingu
39° 59′ 23″ N 116° 18′ 19″ E / 39.98972° С; 116.30528° И
Univerzitet u Pekingu (uprošćeni kineski: 北京大学; tradicionalni kineski: 北京大學) jedan je od najprestižnijih obrazovnih institucija u Narodnoj Republici Kini, vodeći istraživački univerzitet, i član elitne C9 lige kineskih univerziteta. Osnovan je 1898. pod imenom Imperijalni univerzitet u Pekingu i bio je naslednik Guociđena, ili Imperijalnog koledža. Danas se Univerzitet u Pekingu u međunarodnim istraživanjima redovno plasira među najbolje univerzitete u Aziji. Institucija je prvi moderni univerzitet koji je osnovan u Kini. U početnim godinama služio je i kao najviša administrativna institucija u zemlji koja je bila nadležna za obrazovanje. Do dvadesetih godina dvadesetog veka univerzitet je postao centar progresivnih ideja. Veliki broj zgada fakulteta izgrađen je u tradicionalnom kineskom arhitektonskom stilu.
Tokom svoje istorije, Pekinški univerzitet je igrao važnu ulogu „centra velikih intelekturalnih pokreta” u Kini. Počevši od ranih 1920-tih, univerzitet je postao centar za kineske nastajuće progresivne pokrete. Nastavno osoblje i studenti su imali važnu ulogu u stvaranju Novog kulturnog pokreta, protesta pokreta 4. maja, i drugih značajnih kulturnih i sociopolitičkih događaja, u toj meri da je istorija univeruiteta blisko povezana sa istorijom moderne Kine. Pekinški univerzitet je obrazovao i bio domaćin mnogih prominentnih modernih kineskih ličnosti, uključujući Mao Cedunga, Lu Sjuena, Gu Hungminga, Hu Šija, Mao Duena, Li Dadžaoa, Čen Dusjua, i sadašnjeg premijera Li Kećanga.
Do godine 2018. Pekinški univerzitet je konzistentno rangiran kao jedna od dve vrhunske akademske institucije u Kini, zajedno sa obližnjim Đinghua univerzitetom. To je jedan od najselektivnijih univerziteta za upis na dodiplomske studije u Kini i domaćin je jednog od isključivo prediplomskih fakulteta za slobodne umetnosti u Aziji. On je institucija klase A prema nacionalnom programu Dvostruke prve klase univerziteta.
Osoblje Pekinškog univerziteta obuhvata 76 članova Kineske akademije nauka, 19 članova Kineske akademije inženjerstva, i 25 članova Svetske akademije nauka. Pekinška univerzitetska biblioteka je jedna od najvećih biblioteka na svetu sa preko 8 miliona naslova. Univerzitet isto tako sadrži PKU dvoranu, profesionalne centre scenskih umetnosti, i Artur M. Saklerov muzej umetnosti i arhaologije. Osnivačka korporacija koja je povezana sa Pekinškim univerzitetom je najveća kompanija te vrste u Kini, sa ukupnom vrednošću imovine od preko 239,3 miliona renminbija prema podacima iz 2016. godine. Pekinški univerzitet je posebno poznat po svojim kampusima i lepote svoje tradicionalne kineske arhitekture.

## Istorija
Kada je osnovan 3. jula 1898, univerzitet je ponio naziv Imperijalni univerzitet u Pekingu (uprošćeni kineski: 京师大学堂; tradicionalni kineski: 京師大學堂; pinjin: Jīngshī Dàxuétáng). Namera osnivača iz kasne dinastije Ćing bila je da se u okviru Stodnevnih reformi tada postojeće imperijalne akademije Guociđen i Tajsjue zamene novom institucijom. Nakon republikanske revolucije novi naziv univerziteta bio je Nacionalni univerzitet u Pekingu (uprošćeni kineski: 国立北京大学; tradicionalni kineski: 國立北京大學; pinjin: Guólì Běijīng Dàxué). Caj Juenpej došao je na čelo univerziteta 4. januara 1917. godine te je pomogao u transformaciji univerziteta u najveću instituciju visokog obrazovanja u zemlji koja je tada imala više od 14 odeljenja i pohađalo ju je preko 2000 studenata. Reforme novog vodstva bile su inspirirane nemačkim modelom visokog obrazovanja na sličan način na koji je i na zapadu model Humboldtovog univerziteta u Berlinu bio korišten kao ideal savremenog obrazovanja. Godine 1920. institucija je postala prvi univerzitet u Kini koji je otvorio svoja vrata i studentkinjama.
Nakon početka drugog rata između Kine i Japana 1937. univerzitet je privremeno premešten u grad Čangšu, glavni grad provincije Hunan, gde je sa još dva univerziteta u izbeglištvu formirao Privremeni univerzitet u Čangšau. Godine 1938. tri škole su se ponovo preselile, ovoga puta u Kunming u provinciji Junan, gde je od njih stvoren Nacionalni jugoistočni pridruženi univerzitet. Godine 1946. nakon završetka II svetskog rata, univerzitet se vratio u Peking te mu je broj studenata porastao na 3000.
Nakon pobede komunističkih revolucionara i proglašenja Narodne Republike Kine 1949. godine iz naziva univerziteta izbačena je reč Nacionalni čime se htelo pokazati da će sve obrazovne institucije u zemlji biji jednostavno javne. Godine 1952. kineska je vlada sprovela reorganizaciju institucija visokog obrazovanja koja je za posledicu imala usmeravanje mnogih institucija ka određenim akademskih oblastima. Neki fakulteti univerziteta u Đinghu i Jenčingu tada su uključeni u sastav Univerziteta u Pekingu. U isto vreme univerzitet je izgubio pravni, medicinski, inžinjerski i agronomski fakultet. Kulturna revolucija, koja je i započela na univerzitetu, prekinula je njegov rad u periodu od 1966. do 1970. godine.
Godine 2000. univerzitetu je pridružen Medicinski univerzitet u Pekingu. Godine 2001. institucija je pokrenula Juanpej program koji je 2007. formalizovan u okviru Juanpej koledža (kineski: 元培学院). Koledž pruža elitni prediplomski program podučavanja u oblasti humanističkih nauka za odabrani broj studenata.

## Akademici
Pekinški univerzitet se sastoji od 30 koledža i 12 departmana, sa 93 specijalnosti za redovne studente, 2 specijalnosti za sekundarne diplome, 199 specijalnosti za magistarske kandidate i 173 specijalnosti za doktorske kandidate. Kao lidar u baznim istraživanjima i nastavi, ovaj univerzitet je isto tako uspešno razvio istraživanja i nastavu u mnoštvu oblasti primenjenih nauka.
Trenutno, Pekinški univerzitet ima 216 istraživačkih institucija i istraživačkih centara, uključujući dva nacionalna inženjerska istraživačka centra, 81 ključnih nacionalnih disciplina, 12 ključnih nacionalnih laboratorija. Sa 11 miliona primeraka knjiga, univerzitetska biblioteka je najveća među bibliotekama tog tipa u Aziji.
Univerzitet nastoji da kombinuje istraživanja fundamentalnih naučnih problema sa obukom osoblja sa visokim stepenom specijalizovanog znanja i profesionalnih sposobnosti u skladu sa zahtevima modernizacije zemlje. Pekinški univerzitet, Tehnološki institut Džordžije, i Emori univerzitet zajedno upravljaju Volas H. Kolterovim departmanom za biomedicinsko inženjerstvo, koji je rangiran na drugom mestu u Sjedinjenim Državama. Pekinški univerzitet je centar za nastavu i istraživanja, koji obuhvata raznovrsne grane učenja kao što su čiste i primenjene nauke, društvene nauke & humanistika, i nauke u oblasti rukovođenja & education.
Tokom zadnjeg veka, više od 400 diplomiranih đaka Pekinškog univerziteta su postali predsednici drugih velikih kineskih univerziteta, uključujući bivšeg predsednika Đinghua univerziteta Luo Đaluena, predsednika Ženmin univerziteta Juen Baohua, predsednika Džeđang univerziteta Ćen Sanćanga, predsednika Fudan univerziteta Džang Džiranga, predsednika Nankaj univerziteta Teng Vejcaoa, predsednika Kineskog univerziteta nauke i tehnologije Guan Vejena i mnoge druge.
Mnoge domaće rang liste su postavljale Pekinški univerzitet među vrhunske univerzitete u kopnenoj Kini. Godine 2015, Alumni asocijacija kineskih univerziteta u partnerstvu sa Kineskim obrazovnim centrom je rangirala ovaj univerzitet kao prvi među svim kineskim univerzitetima.
U.S. News & World Report je rangirao Pekinški univerzitet kao 41. u svetu, 1. u široj Kini, i 2. u Aziji. On je isto tako bio pri vrhu spiska nedavno osnovane godišnje publikacije Times Higher Education BRICS & Emerging Economies.

## Literatura
- Lin, Xiaoqing Diana Peking University: Chinese Scholarship and Intellectuals, 1898-1937. State University of New York Press. 2005.  978-0-7914-8391-6..

## Spoljašnje veze
- Službena stranica